# Hortichuela (Jaén)
Hortichuela es una entidad de población española del municipio de Alcalá la Real, perteneciente a la provincia de Jaén, en la comunidad autónoma de Andalucía.

## Historia
Hacia mediados del siglo XIX, el lugar ya pertenecía a Alcalá la Real. Aparece descrito en el noveno volumen del Diccionario geográfico-estadístico-histórico de España y sus posesiones de Ultramar de Pascual Madoz con las siguientes palabras:

HORTICHUELA. ald. con alc. p. en la prov. de Jaen. Es uno de los 12 part. de campo en que se halla dividido el térm. de la c. de Alcalá la Real. (V.) perteneciendo por lo mismo á su part. jud. Se compone de 103 casas diseminadas por el térm. y de los cortijos siguientes que son los principales: el Parreño, Portillo de las Carretas, Dominguez, Javalquinto, Flores, Churro, Alamos, Laguna, Rincon, Retamales, Gallumbares, las Monjas, la Chinche, el Pedregal, Donadio, la Cuesta, Codimo, Nuevo, Loma del Carril, la Memoria, la Reja, Carbajal alto, Id. bajo, Aguilerica, la Zarza, Zitora, las Monjas, Cerro la Cruz, Huertas, Fuente del Soto y el Hospital; estos se riegan con un venero de agua potable que nace en el primero, pudiendo calcularse en mas de 28 fan. las que reciben el beneficio de sus aguas. Las tierras de este part. son en general endebles: sin embargo de que una pequeña parte es de bastante buena calidad; pero la que verdaderamente le da importancia es el monte alto y bajo que por todo él se encuentra: tiene tambien algun viñedo. Hay un molino harinero llamado de Suarez, pero tan escaso de agua, que solo en el invierno puede moler. Los demas datos de pobl., riqueza y contr. (V. alcala la real.)
(Madoz, 1847, pp. 236-237)

En 2023, la entidad singular de población tenía empadronados 149 habitantes.